# Руссель, Реймон
Реймон Руссель (фр. Raymond Roussel, 20 января 1877, Париж — 14 июля 1933, Палермо) — французский писатель и поэт, драматург. «До 60-х годов его имя было почти неизвестно, затем последовал бум „русселеведения“, но даже сейчас и даже во Франции он остается писателем, которого скорее „знают“, нежели „читают“ — в отличие, например, от того же Жарри» (с которым у Русселя немало общего).

## Биография
Родился в обеспеченной семье и был одним из троих детей, наряду с сестрой Жерменой и братом Жоржем. В 1893 году поступил в Парижскую консерваторию по классу фортепиано. Сочинял музыку и писал к ней стихи. В семнадцатилетнем возрасте написал поэму Mon Âme, опубликованную позднее в газете Le Gaulois.
В 1894 получил после смерти отца огромное наследство. Посещал светские салоны, познакомился там с Марселем Прустом. В 1920—1921 много путешествовал, побывал в Китае и на Таити, но всюду занимался только писательством, не выходя из гостиничного номера, практически не предаваясь обычным туристическим развлечениям. Ни одно из его опубликованных и поставленных на сцене произведений не имело успеха, все книги изданы на собственные средства автора. В возрасте 19 лет, работая над стихотворным романом «Подставное лицо» (опубл. 1897), Руссель начал страдать психическим расстройством. Его случай (под вымышленным именем Марсьяль) описан известным психиатром Пьером Жане в книге «От тоски к экстазу» (1926). Руссель растратил состояние на публикации своих произведений, путешествия и консультации психотерапевта. Покончил с собой в гостинице в Палермо, приняв большую дозу барбитуратов (за несколько дней до этого он пытался вскрыть себе вены). Похоронен на кладбище Пер-Лашез.

## Творчество
По рассказу самого Русселя («Как я написал некоторые из моих книг», изд. в 1935), он строил прозу на подборе близко звучащих слов, которые превращали написанное в подобие своего рода смысловых уравнений и последовательно упраздняли какую бы то ни было связь этой гигантской словесной машины с реальностью — буквально уничтожали реальность письмом. Символами подобной работы в его романах выступали гигантские, изощренные и совершенно бесполезные аппараты, бесконечно изобретавшиеся героями (Руссель был изобретателем, почитателем Жюля Верна и, кроме того, блестящим стрелком).

### Роман «Locus Solus»
Наиболее известным сочинением Русселя является впервые опубликованный отдельным изданием в 1914 году (первая редакция под названием «Несколько часов в Буживале» печаталась в 1913 году) роман Locus Solus (буквально: особенное место или одинокое место). Роман строится как своеобразная экскурсия, которую проводит по своему имению для группы друзей гениальный изобретатель Марсьяль Кантрель. Всё действие романа охватывает половину одного апрельского дня. Экскурсанты лицезреют поразительные, чрезвычайно пространно описанные диковины: выложенная на лужайке при помощи трамбовочной бабы картина из множества зубов, изображающая рейтара; стеклянный резервуар с насыщенной кислородом водой в виде гигантского алмаза, где плавают бесшёрстный сиамский кот, ожившая голова Дантона и прелестная ундина; стеклянная клетка с воскрешёнными трупами и т. п. Траурный налет экскурсии, без сомнения, связан с тяжелыми переживаниями Русселя в связи с кончиной его матери в 1911 году.

## Наследие и признание
Многие произведения Русселя остались в рукописях и были опубликованы лишь после его смерти. Он был открыт сюрреалистами, им восхищались Бретон, назвавший его «величайшим гипнотизером современности» и включивший его стихи, прозу и драматургию в свою «Антологию чёрного юмора», Арагон, Элюар, Кокто, Дюшан, Перек, Кортасар. Руссель стал одним из символических покровителей нового романа во Франции. Ему посвящены книги Мишеля Фуко (1963) и Мишель Лейриса (1987), повесть Леонардо Шаши «Бумаги, относящиеся к смерти Реймона Русселя» (1971), значительное место творчество Русселя занимает в фантастическом романе Йена Уотсона «Внедрение». Выдающийся шахматист Тартаковер высоко оценивал разработанную Русселем стратегию игры (писатель увлекся шахматами в последние годы своей жизни) и сравнивал её с некоторыми особенностями стиля Русселя.

## Избранные произведения
- Mon âme (1897, поэма)
- La doublure (1897, роман в стихах)
- La Seine (ок. 1900, роман в стихах)
- Les noces (ок. 1904, роман в стихах)
- Африканские впечатления (1910, роман)
- Locus Solus (1914, роман)
- Pages choisies d’Impressions d’Afrique et de Locus Solus (1918)
- L'étoile au front (1925, драма)
- La poussière de soleils (1927, драма)
- Nouvelles impressions d’Afrique (1932)
- Comment j’ai écrit certains de mes livres (1935, посмертно)

## Публикации на русском языке
- [Проза. Драма. Стихи] // Бретон А. Антология чёрного юмора. М.: Carte Blanche, 1999. С. 308—322.
- Locus Solus / Пер. с фр. Е. Т. Маричева. Киев: Ника-Центр, 2000. 384 с. ISBN 966-521-043-2

- Locus Solus (фрагменты) / Пер. В. Лапицкого // Комментарии. 1995. № 5.
- Locus Solus (фрагменты) / Пер. В. Лапицкого // Locus Solus: Антология литературного авангарда XX века. СПб.: Амфора, 2000. С. 7—73. ISBN 5-94278-019-6